# Nepalščina
Nepálščina (नेपाली izgovori nepālī) je indoarijski jezik in uradni jezik Nepala. Približno polovica prebivalcev v Nepalu govori nepalščino, drugi pa ga govorijo kot drugi jezik. Govorci nepalščine se imenujejo kašura. Kašura se imenuje tudi gorkali ali gurkali, jezik Gurkov, in parbatija, jezik gora.
Nepalščino po navadi zapisujejo v devanāgarīju (देवनागरी). Najstarejša oblika nepalske pisave je budžimol (bhujimol).